# ريكو شميت
ريكو شميت (بالألمانية: Rico Schmitt)‏ (27 سبتمبر 1968 في ألمانيا - ) هو مدرب كرة قدم ولاعب كرة قدم ألماني (وحمل سابقاً جنسية ألمانيا الشرقية) في مركز حراسة المرمى. لعب مع كيمنتزر و وBSG KKW Greifswald ‏.

## وصلات خارجية
- ريكو شميت على موقع قاعدة بيانات كرة القدم.إي يو (الإنجليزية)
- ريكو شميت على موقع بيانات كرة القدم. دي إي (الألمانية)
- ريكو شميت على موقع عالم كرة القدم.نت (الإنجليزية)